# حرية الدين في الولايات المتحدة

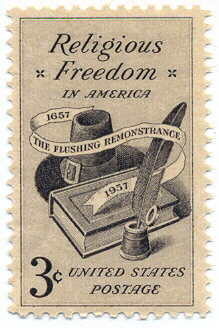

في الولايات المتحدة، تعد حرية الدين حقًا دستوريًا محفوظًا نصّت عليه فقرات الدين في التعديل الدستوري الأول.  ترتبط حرية الدين أيضًا ارتباطًا وثيقًا بمبدأ الفصل بين الكنيسة والدولة، وهو مفهوم دعا إليه مؤسسو المستعمرات مثل الدكتور جون كلارك وروجر ويليامز وويليام بن والآباء المؤسسين اللاحقين مثل جيمس ماديسون وتوماس جيفرسون.
لقد تغيرت حرية الدين مع مرور الوقت في الولايات المتحدة وما تزال تثير جدلًا. كان التركيز على هذه الحرية موضوعًا رئيسيًا في رسالة وداع جورج واشنطن. كان الدين غير الشرعي سببًا رئيسيًا لحرب رقص الأشباح التي امتدت بين عام 1890 وعام 1891. ابتداءً من عام 1918، هاجر تقريبًا جميع الهوتريين المسالمين إلى كندا عندما توفي جوزيف ومايكل هوفر إثر تعذيبهما في فورت ليفنوورث بسبب اعتراضهما المضمر على مسودة التشريع الإلزامي. عاد بعضهم بعد ذلك، لكن معظم الهوتريين بقوا في كندا.
كان التوجه طويل الأجل نحو زيادة علمنة الحكومة. وأُبعدت الكنائس المتبقية عن الحكم في عام 1820 وأُلغيت صلاة المدرسة العامة التي كان يؤمّها المعلمون في عام 1962، لكن إقامة الشعائر الدينية في العسكرية ظلت قائمة حتى يومنا هذا.  لى الرغم من أن معظم أحكام المحكمة العليا كانت داعمة لمبدأ إشراك الدين في السلطة ما دام أنه لا يفضل أحدًا على أحد على أساس الدين، ففي السنوات الأخيرة كانت هناك محاولات لاستبدال مفهوم حرية العبادة المحدودة بحرية الدين. على الرغم من أن حرية الدين تتضمن شكلاً من أشكال الاعتراف بالضمير الفردي لكل مواطن مع إمكانية الاعتراض الضميري على قانون أو سياسة معينة، فإن حرية العبادة لا تتضمن ذلك.
شملت الخلافات حول حرية الدين في الولايات المتحدة بناء أماكن للعبادة، والكلام الإجباري، والاستشارات المحظورة، والنزعة الاستهلاكية الإلزامية، ومكان العمل، والزواج والأسرة، واختيار الزعماء الدينيين، وختان الأطفال الذكور، واللباس، والتعليم، واليمين، والصلاة  للمرضى، والرعاية الطبية، واستخدام الأراضي التابعة للحكومة والمقدسة بالنسبة للأميركيين الأصليين، وحماية القبور، والاستخدام الجسدي للمواد المقدسة، والسجن الجماعي لرجال الدين، وعمليتي ذبح الحيوانات للحوم أو استخدام الحيوانات الحية، وتجهيزات الموظفين، والسجناء، والعسكريين.

## المؤسسة القانونية والعامة
يتطرق دستور الولايات المتحدة إلى مسألة الدين في موضعين: في التعديل الدستوري الأول، وحظر المادة السادسة لمسألة اعتناق دين معين كشرط لشغل الوظائف العامة في الحكومة الفيدرالية. يمنع التعديل الدستوري الأول الكونغرس من إصدار قانون «فيما يتعلق تبني الحكومة الفدرالية لدين معين، أو يحظر الممارسة الحرة له».  وُسِّع نطاق هذا الحكم لاحقًا ليشمل حكومات الولايات والحكومات المحلية، من خلال دمج التعديل الأول.

## السوابق المستعمَريّة
سمح الميثاق الذي عُقِد في حي فلوشينغ بمنطقة كوينز في نيويورك، الصادر في 10 أكتوبر 1645، بـ «حرية الضمير، وفقًا للعادات والممارسات في هولندا دون تحرش أو إزعاج من أي قاض أو كاهن كنسي».  ومع ذلك، أصدر المدير العام لأمستردام الجديد بيتر ستويفسانت مرسومًا يحظر إيواء المنتمين لجمعية الأصدقاء الدينية (الكويكرز).  في 27 ديسمبر 1657، وافق سكان حي فلوشينغ على احتجاج يُعرف باسم احتجاج فلوشنغ. تضمن هذا جدالات دينية تطرقت حتى إلى حرية «اليهود والأتراك والمصريين»، لكنها انتهت بإعلان قوي بأن أي انتهاك لميثاق المدينة لن يُتسامح معه.
طُبقت حرية الدين لأول مرة كمبدأ عند تأسيس مستعمرة ماريلاند، التي أسسها اللورد الكاثوليكي بالتيمور في عام 1634. بعد خمسة عشر عامًا (في عام 1649)، أقر قانون ماريلاند للتسامح الديني، الذي صاغه اللورد بالتيمور، الحرية الدينية المشروطة: «لا يجوز لأي شخص أو أشخاص ... اعتبارًا من الآن فصاعداً أن يرتكب أي مشاكل أو مضايقات أو أي أفعال مخزية تجاه الناس لاعتناقهم دينًا معينًا أو ممارستهم له بحرية». أُلغي قانون التسامح في ولاية ماريلاند بمساعدة من أعضاء البرلمان البروتستانت ومُرر قانون جديد يمنع الكاثوليك من ممارسة دينهم علنًا. في عام 1657، استعاد اللورد بالتيمور السيطرة بعد إبرام صفقة مع البروتستانت في المستعمرة، وفي عام 1658 مُرر قانون التسامح مرة أخرى من قبل الجمعية الاستعمارية. هذه المرة، استمر أكثر من ثلاثين عامًا، حتى عام 1692، عندما أُلغيت حرية الدين مرة أخرى بعد ثورة ماريلاند البروتستانتية عام 1689.  بالإضافة إلى ذلك في عام 1704، صدر قانون «لمنع نمو البابوية في المقاطعة»، من خلاله مُنع الكاثوليك من شغل المناصب السياسية.  لم يُستعد التسامح الديني الكامل في ولاية ماريلاند حتى قيام الثورة الأمريكية، عندما وقع تشارلز كارول من كارولتون على إعلان الاستقلال الأمريكي.
أسست ولايات رود آيلاند (1636) وكونيتيكت (1636) ونيوجيرسي وبنسلفانيا (1682)، والتي أسسها كل من المعمدان روجر ويليامز، والأبرشي توماس هوكر، والكويكر ويليام بين على التتابع، الحرية الدينية في مستعمراتهم في معارضة مباشرة لثيوقراطية الحكومة التي ساندها الأبرشيون الانفصاليون (الآباء الحُجّاج) والبوريتانيين في مستعمرة بليموث (1620) ومستعمرة خليج ماساتشوستس (1628). بعد فرارهم من الاضطهاد الديني في إنكلترا، حصر زعماء بليموث ومستعمرة خليج ماساتشوستس الحق الدستوري بيد أعضاء كنيستهم فقط، وفرضوا بصرامة تفسيرهم الخاص للقانون اللاهوتي ونفوا المفكرين الأحرار مثل روجر ويليامز، الذي طُرد بالفعل من مدينة ساليم.  وكذلك حظروا جمعية الأصدقاء الدينية والمنادين بتجديد المعمودية. أصبحت هذه المستعمرات ملاذًا آمنًا للأقليات الدينية المضطهدة.  كان الكاثوليك واليهود أيضًا يتمتعون بالمواطنة الكاملة وممارسة أديانهم بحرية.  كان وليامز وهوكر وبين وأصدقاؤهم مقتنعين تمامًا بأن الديمقراطية وحرية الضمير كانتا إرادة الله.  أعطى وليامز السبب اللاهوتي الأعمق: بما أن الإيمان هو الهدية المجانية للروح القدس، فإنه لا يمكن فرضه على شخص ما.  لذلك، يجب الحفاظ على الفصل الصارم بين الكنيسة والدولة.  كانت بنسلفانيا هي المستعمرة الوحيدة التي احتفظت بحرية دينية غير محدودة حتى تأسيس الولايات المتحدة.  أصبحت الصلة غير القابلة للفصل بين الديمقراطية وحرية الدين والأشكال الأخرى للحرية هي الأساس السياسي والقانوني للأمة الجديدة.  على وجه الخصوص، طالب المعمدانيون وأعضاء الكنيسة المشيخية بقوة وبنجاح بتفكيك كنائس الدولة الإنغليكانية التجمعية التي كانت موجودة في معظم المستعمرات منذ القرن السابع عشر.

### التعديل الدستوري الأول
في الولايات المتحدة، تُضمَن الحريات المدنية الدينية بموجب التعديل الأول لدستور الولايات المتحدة الذي نصه:
«لا يحق للكونغرس إصدار أي قانون فيما يتعلق بتبني دين معين، أو يحظر الممارسة الحرة له؛ أو يختزل حرية التعبير أو الصحافة؛ أو حق الشعب سلميا في التجمع، وتقديم عرائض إلى الحكومة من أجل الانتصاف من المظالم».
يُقرأ «بند التأسيس»، الذي ينصّ على أنه «لا يجوز للكونغرس إصدار أي قانون فيما يتعلق بتأسيس الدين»، بشكل عام لمنع الحكومة الفيدرالية من إنشاء كنيسة وطنية (أو دين) أو التورط بشكل مفرط في الدين، لا سيما لصالح دين معين على حساب آخر.  بعد التصديق على التعديل الرابع عشر لدستور الولايات المتحدة ومن خلال مبدأ الدمج، يعتبر هذا التقييد قابلاً للتطبيق على حكومات الولايات أيضًا.
ينص «بند حرية الممارسة» على أنه لا يمكن للكونغرس «حظر الممارسة الحرة» للشعائر الدينية. لكن المحكمة العليا في الولايات المتحدة ترى باستمرار أن الحق في حرية ممارسة الدين ليس مطلقًا.  على سبيل المثال، في القرن التاسع عشر، مارس بعض أعضاء كنيسة يسوع المسيح لقديسي الأيام الأخيرة تعدد الزوجات، ولكن في قضية رينولدز ضد الولايات المتحدة (1879)، أيدت المحكمة العليا الإدانة الجنائية لأحد هؤلاء الأعضاء بموجب قانون فدرالي يحظر تعدد الزوجات.  عزت المحكمة ذلك إلى أن القيام بخلاف ذلك سيشكل سابقة ويفتح المجال لمجموعة كاملة من المعتقدات الدينية بما في ذلك المعتقدات المتطرفة مثل التضحية البشرية. ذكرت المحكمة أن «القوانين وضعت لحكومة الإجراءات، وعلى الرغم من أنها لا يمكن أن تتداخل مع مجرد المعتقدات والآراء الدينية، فإنها قد تتداخل مع الممارسات». على سبيل المثال، إذا كان المرء جزءًا من دين يؤمن بمص الدماء، فإن التعديل الأول يحمي إيمان الفرد بذلك، ولكنه لا يحفظ له حق الممارسة.

### التعديل الرابع عشر
يضمن التعديل الرابع عشر لدستور الولايات المتحدة الحقوق المدنية الدينية. في حين أن التعديل الأول يؤمن الممارسة الحرة للدين، يحظر القسم الأول من التعديل الرابع عشر التمييز، بما في ذلك على أساس الدين، من خلال تأمين «الحماية المتساوية للقوانين» لكل شخص:
«جميع الأشخاص المولودين أو المتجنسين في الولايات المتحدة، ويخضعون للولاية القضائية هناك، هم من مواطني الولايات المتحدة والولاية التي يقيمون فيها.  لا يجوز لأي ولاية إصدار أو تعزيز أي قانون يختزل امتيازات أو حصانات مواطني الولايات المتحدة؛ ولا يجوز لأي دولة أن تحرم أي شخص من حياته أو حريته أو ممتلكاته دون مراعاة الأصول القانونية؛ ولا تحرم أي شخص خاضع لولايتها من الحماية المتساوية للقوانين».
استُشهد بهذا التعديل في قضية ميير ضد ولاية نبراسكا، إذ ألغى القوانين التي تحظر التعليم باللغة الألمانية. أثرت هذه القوانين بشكل أساسي على المدارس الكنسية التي تدرس باللغة الألمانية. بعض القوانين، مثل قوانين مونتانا، تحظر الوعظ باللغة الألمانية عن طريق الكنيسة.  فُرض حظر تام على تدريس اللغة الألمانية في المدارس العامة والخاصة لفترة من الوقت في 14 ولاية على الأقل، بما في ذلك كاليفورنيا وانديانا وويسكونسن وأوهايو وآيوا ونبراسكا.  استمر حظر كاليفورنيا حتى منتصف العشرينات.  وحُظرت اللغة الألمانية مرة أخرى في كنائس كاليفورنيا في عام 1941.

## «جدار الفصل»
كتب توماس جيفرسون أن التعديل الأول نصب «جدارًا للفصل بين الكنيسة والدولة»، إذ اقتبس المصطلح من روجر ويليامز، مؤسس الكنيسة المعمدانية الأولى في أمريكا ومستعمرة رود آيلاند، والذي استخدم العبارة في كتابه الصادر عام 1644 «معتقد الاضطهاد الدموي». جيمس ماديسون، الذي يُعتبر غالبًا «أب لائحة الحقوق»، كذلك استخدم بشكل متكرر مصطلح «الفصل التام»، «خط الفصل»، «تحت حراسة مشددة مثل الفصل بين الدين والحكومة في دستور الولايات المتحدة»، و«الفصل التام للكنيسة عن الدولة ».  نظر ماديسون صراحةً إلى مارتن لوثر باعتباره المُنظِّر الذي «قاد الطريق» إلى توفير التمييز المناسب بين المجالين المدني والكنسي مع عقيدة المملكتين.
يحتدم الجدل في الولايات المتحدة بين أولئك الذين يرغبون في تقييد تدخل الحكومة مع المؤسسات الدينية وإزالة الإشارات الدينية من المؤسسات الحكومية والممتلكات، وأولئك الذين يرغبون في تخفيف مثل هذه المحظورات.  يشدد المدافعون عن الفصل الأقوى بين الكنيسة والدولة، كما هو موجود بالفعل في فرنسا مع ممارسة العلمانية، على تعدد الأديان وغير الأديان في البلاد، وما يعتبرونه ضمانات واسعة للدستور الاتحادي.